# Ласеллс, Эдвин, 1-й барон Хэрвуд
Эдвин Ласеллс, 1-й барон Хэрвуд (англ. Edwin Lascelles, 1st Baron Harewood; ок. 1713 — 25 января 1795) — британский плантатор, уроженец Барбадоса, офицер, политик и пэр.

## Биография
Родился около 1713 года в британской колонии Барбадос. Старший сын политика Генри Ласеллса (1690—1753) и его жены Мэри Картер. Его отец разделил семейное состояние, оставив младшего брата Эдвина Дэниела главой бизнеса, а Эдвин стал владельцем английский поместий семьи Ласеллс. Эдвин получил образование в Тринити-колледже в Кембридже и впоследствии отправился в большой гран-тур по Европе.
Он участвовал в восстании якобитов в 1745 году. Заседал в Палате общин Великобритании от Скарборо (1744—1754), Йоркшира (1761—1780) и Норталлертона (1780—1790). Место от Норталлертона он унаследовал от своего отца и брата Дэниела.
В 1759—1771 годах Эдвин Ласеллс построил Хэрвуд-хаус на территории поместья Хэрвуд.
После смерти своих братьев Дэниела в 1784 году и Генри в 1786 году Эдвин Ласеллс остался единоличным владельцем отцовской собственности, к которой он присоединил 22 плантации, более 27 000 акров (110 км²) земли в Британской Вест-Индии и 2947 рабов.
9 июля 1790 года для него был создан титул барона Хэрвуда из Хэрвуда в графстве Йоркшир .
В 1795 году после смерти бездетного Эдвина Ласеллса его состояние унаследовал его двоюродный брат Эдвард Ласеллс (1740—1820), будущий 1-й граф Хэрвуд.
Барон Хэрвуд был дважды женат. 5 января 1746/1747 года он женился первым браком на Элизабет Доус (? — 31 августа 1764), дочери сэра Дарси Доуса, 4-го баронета. 31 марта 1770 года его второй женой стала леди Джейн Флеминг (? — 11 апреля 1813), дочь Уильяма Коулмана и Джейн Сеймур, вдова сэра Джона Флеминга, 1-го баронета.